# Assedio di Asti (1526)
(dal "Raguaglio" di frà Gelasio Capelli, priore del convento delle Grazie, XVII secolo)
L'assedio di Asti del 1526, ad opera del condottiero mercenario Fabrizio Maramaldo, viene ricordato dagli storici astigiani come una delle pagine più valorose della storia della città.
Secondo la leggenda, la vittoria degli astigiani venne supportata grazie all'invocazione della Vergine Maria e del patrono san Secondo.

## L'antefatto
Fabrizio Maramaldo, mercenario napoletano al soldo di Carlo V, in seguito diventato tristemente famoso per l'uccisione di Francesco Ferrucci a Gavinana, essendo nel 1526 di stanza a Valenza per opporsi all'esercito del Marchese di Saluzzo ed essendo a corto di denari e vettovagliamenti per la truppa, volse lo sguardo verso la vicina città di Asti.

Anche se Asti era un possedimento di Carlo V, da dopo il trattato di Pavia del 15 gennaio 1526, gli astigiani non accettavano di buon grado i nuovi dominatori.

Maramaldo pensò di saccheggiare la città per rimpinguare le proprie casse e pagare i propri soldati, approfittando anche che una delegazione di nobili astigiani si era recata a Milano presso il marchese del Vasto, per ottenerne la protezione, e sperando quindi di trovare la città priva dei propri capi e incapace di fare fronte ad un suo eventuale assalto.

## La battaglia
Il comandante Maramaldo posizionò la batteria dei 15 cannoni ad alcuni chilometri a levante della città, presso la chiesa delle Grazie nel Borgo San Pietro e cannoneggiò le mura della città per più di una settimana.

Quando riuscì finalmente ad aprire una breccia e tentare quindi l'invasione della città, gli astigiani guidati dal comandante Matteo Prandone  , riuscirono con una strenua resistenza a ricacciare i nemici fuori dalle mura.

Durante il contrattacco astigiano Matteo Prandone, che dirigeva la controffensiva dall'alto delle mura,  perse la vita colpito da una palla di cannone.
La leggenda narra che la vittoria astigiana avvenne grazie all'invocazione del patrono San Secondo e della Vergine Maria.

Nel cielo apparve il Martire guerriero a cavallo che fulminò i nemici mandandoli in rotta.
 L'importante vicenda fu raffigurata nell'affresco tuttora visibile nella parete destra del coro della collegiata a lui dedicata.

## La chiesa di San Secondo in Vittoria

Fotografia di inizio XX secolo con al fondo del viale la chiesa della Vittoria

A ricordo del pericolo scampato, gli astigiani nel 1592, in corrispondenza della breccia aperta dal Maramaldo, eressero un tempietto votivo denominato San Secondo in Vittoria (demolito all'inizio del XIX secolo nell'ambito del riassetto urbano della città) ed ogni anno, il 13 novembre,  solennemente, le autorità cittadine e la popolazione si recavano in processione a questa chiesa per scioglierne il voto fatto al santo patrono.
(da Storia della Chiesa di Asti di Gaspare Bosio, 1894)
La chiesa, era un edificio in mattoni, presentava una porta centrale a due battenti coronata ai lati da due colonne con capitelli dorici.

L'interno della chiesa presentava raffigurazioni di battaglie ed iscrizioni commemorative, a ricordo delle principali vittorie dell'esercito astese nei secoli. Il Vassallo ci dice che la chiesa assunse nei secoli l'importante valenza di monumento per i caduti astigiani di tutte le guerre.

In piazza I Maggio, a poche centinaia di metri dall'area un tempo occupata dalla chiesa, è stato collocato il monumento ai caduti.